# 다이센오키 국립공원

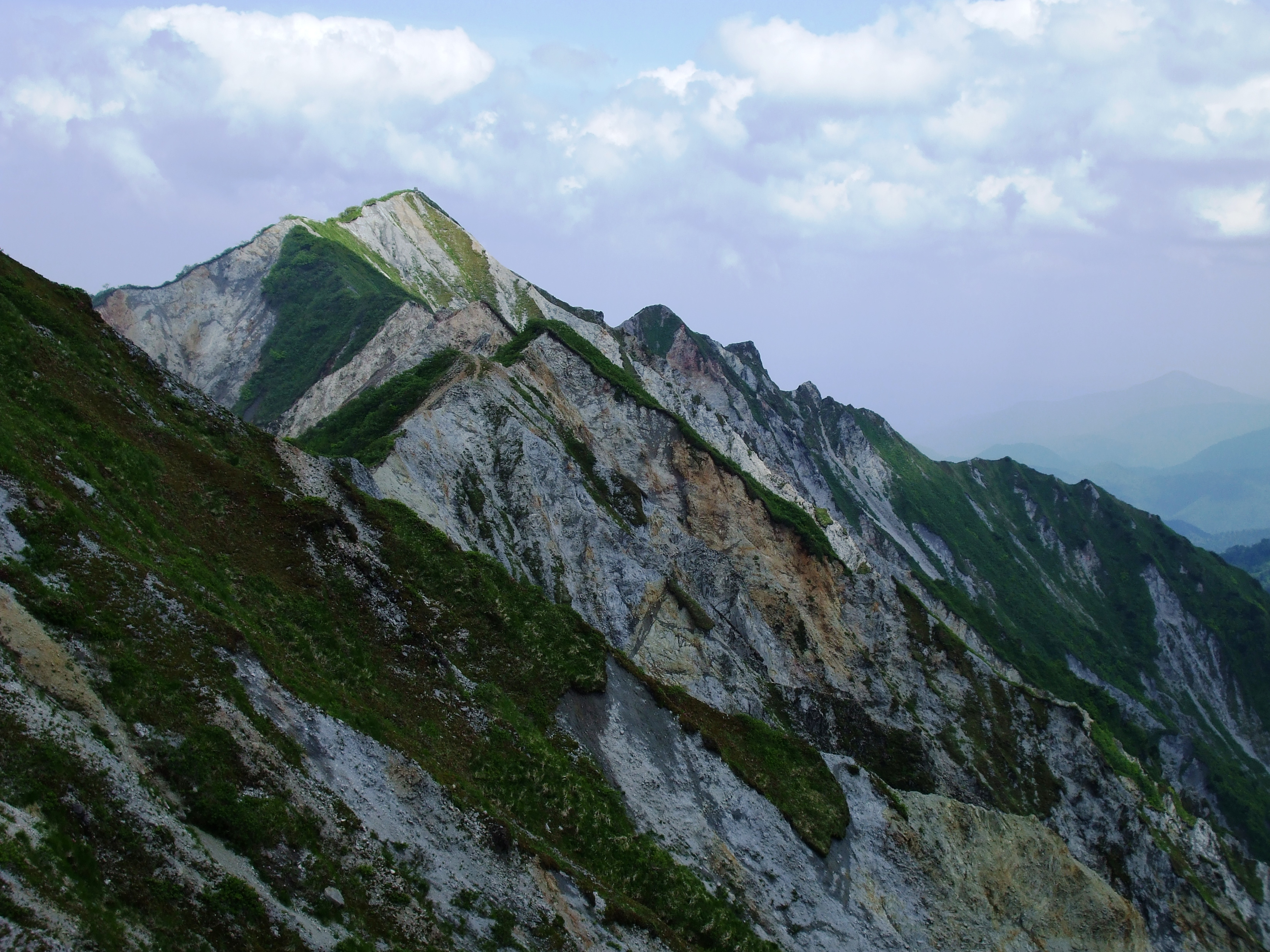

다이센오키 국립공원(일본어: 大山隠岐国立公園)은 일본 돗토리현, 오카야마현, 시마네현에 있는 국립공원이다. 총 면적은 319.27 km2이고 국유지, 공유지가 반을 차지한다. 다이센산을 필두로 하여, 하루젠산, 산베산 등의 산악 경관과 시마네반도, 오키섬 등의 해안 경관이 조화를 이룬 공원으로 산인 중앙부를 대표하는 경승지가 집결되어 있다. 그래서 지역을 구분한다면 다이센하루젠 지역, 오키 지역, 시마네반도 지역 그리고 산베산 일대의 지역 등 4가지의 지역으로 구성된다.

## 역사
- 1936년 2월 1일 - 다이센 국립공원(大山国立公園)이 공식적으로 지정되어 있다.
- 1963년 4월 10일 - 히루젠, 시마네반도, 산베산 그리고 오키 지역이 편입되어 다이센오키 국립공원으로 명칭이 변경되었다.
- 2002년 3월 26일 - 다이센·히루젠 지구에 게나시산 지구를 또 편입하였다.

## 같이 보기
- 일본의 국립공원